# 사마귀
사마귀(Tenodera angustipennis)는 사마귀과의 곤충으로, 한국, 중국, 일본과 주위 아시아 본토 지역에 널리 분포한다. 미국 서부에도 정착해 서식하는 것이 발견되었다.
연구 결과에 따르면 북미의 사마귀는 왕사마귀와의 직접적인 먹이 경쟁을 피하기 위해 의도적으로 알집에서 늦게 부화하는 쪽으로 적응했다고 한다. 그 결과 먹이가 부족하고 사마귀 약충의 밀도가 높은 봄에 왕사마귀 약충과 사마귀 약충의 발육 수준에 있어서 차이가 나게 되면서 크기가 달라지게 되고, 서로 먹는 먹이의 대상도 달라져 먹이 경쟁의 정도가 약화된다. 다만 먹이가 부족할 경우 사마귀 약충들이 왕사마귀 약충들과의 경쟁에서 밀리는 것은 막을 수 없어서 같은 서식지 내에서는 왕사마귀가 여전히 유리하다.
그리고  당랑권의 대명사로 잘 알려져있다. 당랑권의 모티브인 곤충으로 사마귀의 동작을 본뜬 무술이다.

## 먹이
사마귀는 나비,벌,말벌,잠자리,메뚜기,거미,달팽이,장수풍뎅이,사슴벌레,무당벌레,매미,개구리,도마뱀,하늘소를 먹는다

## 사진

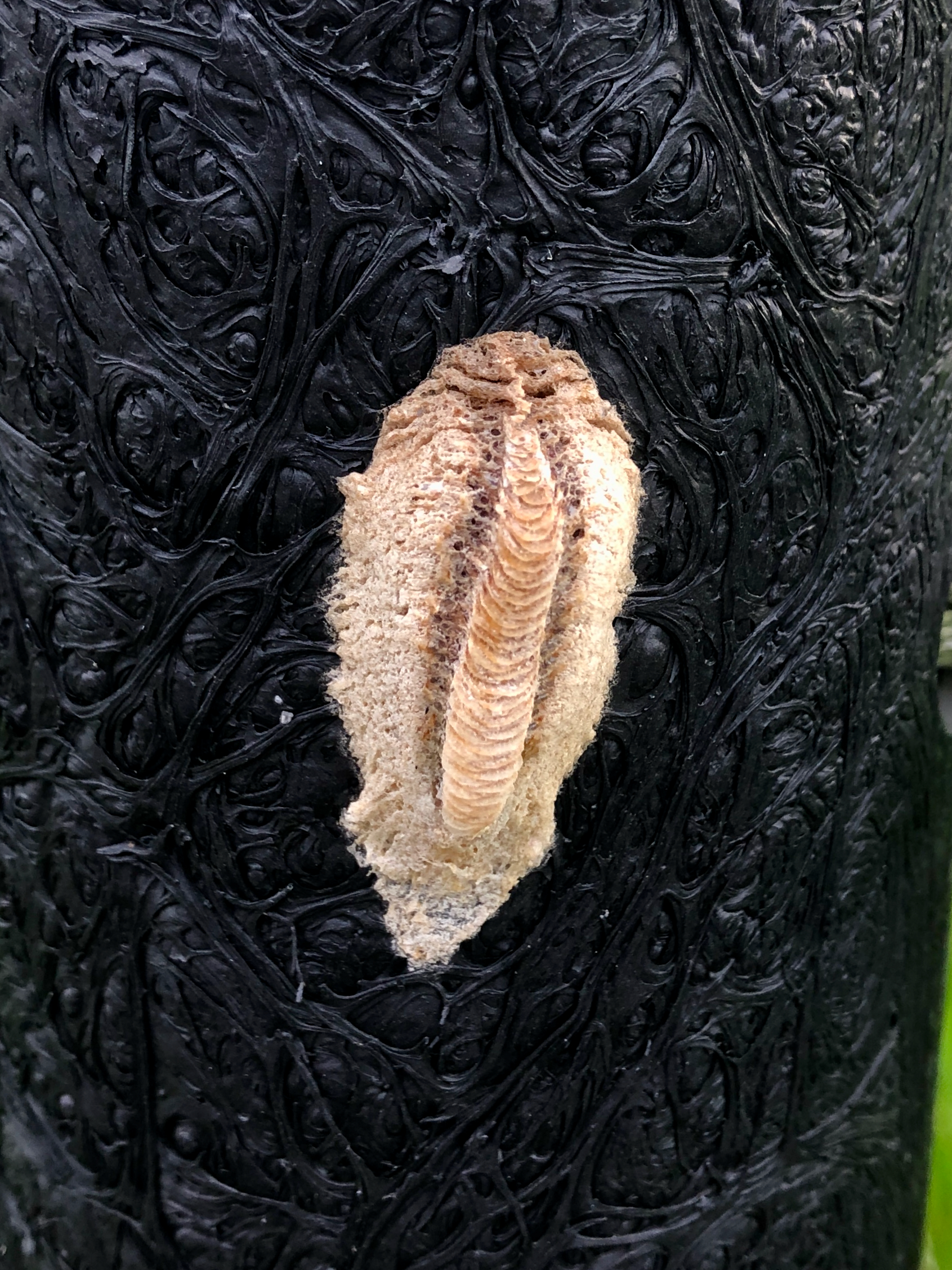
알집

사마귀